# Pericoma soleata
Pericoma soleata és una espècie d'insecte dípter pertanyent a la família dels psicòdids que es troba a Europa: Irlanda.